# Augustin Pouyer-Quertier
Augustin Thomas Pouyer-Quertier, född den 3 september 1820 i Étoutteville (departementet Seine-Inférieure), död den 2 april 1891 i Rouen, var en fransk statsman.
Pouyer-Quertier förvärvade som fabriksidkare i Rouen en betydande förmögenhet, valdes 1857 av Rouen till ledamot av lagstiftande kåren och omvaldes 1863. Ivrig anhängare av kejsardömet för övrigt, uppträdde han likväl häftigt mot den av Napoleon III och Eugène Rouher följda frihandelspolitiken och i synnerhet mot den brittisk-franska handelstraktaten. Vid de allmänna valen 1869 föll han igenom, men valdes den 8 februari 1871 av departementet Seine-Inférieure till ledamot av nationalförsamlingen och kallades av Adolphe Thiers den 25 februari samma år till finansminister. Han deltog med mycken och särskilt av Bismarck erkänd skicklighet i fredsunderhandlingarna i Frankfurt och ledde de därefter följande underhandlingarna med tyska regeringen om utbetalningsterminerna för den franska krigskostnadsersättningen till Tyskland. Vid avslutandet av det stora statslånet om 2,5 miljarder francs visade han mycken skicklighet och förmådde även nationalförsamlingen att anta många av honom föreslagna nya eller höjda skatter. Trots dessa framgångar måste Pouyer-Quertier den 5 mars 1872 avgå, emedan han väckt allmän ovilja genom att uppträda till försvar för den tidigare prefekten Eugène Janvier de la Motte, som anklagats för underslev under sin ämbetsförvaltning. Han behöll emellertid sin plats i nationalförsamlingen. Pouyer-Quertier bröt därefter med Thiers och bidrog 24 maj 1873 till att störta denne, understödde Albert de Broglie men vägrade i november 1877 att själv bilda regering. Han var 1876-1891 senator för departementet Seine-Inférieure. Även i senaten uppträdde han, särskilt vid behandlingen av 1882 års handelsfördrag, som ivrig och skicklig försvarare av protektionismen. Bland hans skrifter märks La vérité sur le régime économique de la France (1868).